# Octa
Octa és una població dels Estats Units a l'estat d'Ohio. Segons el cens del 2000 tenia 83 habitants.

## Demografia
Segons el cens del 2000, Octa tenia 83 habitants, 36 habitatges, i 20 famílies. La densitat de població era de 110,5 habitants/km².
Dels 36 habitatges en un 25% hi vivien nens de menys de 18 anys, en un 47,2% hi vivien parelles casades, en un 5,6% dones solteres, i en un 41,7% no eren unitats familiars. En el 33,3% dels habitatges hi vivien persones soles el 13,9% de les quals corresponia a persones de 65 anys o més que vivien soles. El nombre mitjà de persones vivint en cada habitatge era de 2,31 i el nombre mitjà de persones que vivien en cada família era de 3.
Per edats la població es repartia de la següent manera: un 20,5% tenia menys de 18 anys, un 6% entre 18 i 24, un 34,9% entre 25 i 44, un 25,3% de 45 a 60 i un 13,3% 65 anys o més.
L'edat mediana era de 41 anys. Per cada 100 dones de 18 o més anys hi havia 135,7 homes.
La renda mediana per habitatge era de 40.250 $ i la renda mediana per família de 40.417 $. Els homes tenien una renda mediana de 21.667 $ mentre que les dones 22.083 $. La renda per capita de la població era de 15.846 $. Aproximadament el 9,5% de les famílies i el 8,1% de la població estaven per davall del llindar de pobresa.

## Poblacions properes
El següent diagrama mostra les poblacions més properes.